# Horatio Hale

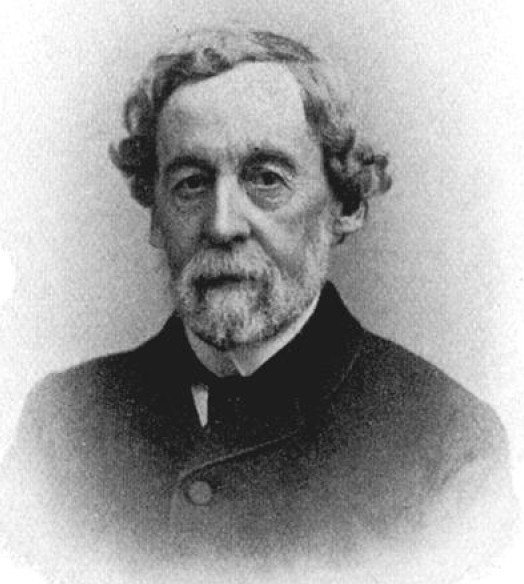
Horatio Hale

Horatio Emmons Hale (* 3. Mai 1817 in Newport in New Hampshire; † 28. Dezember 1896 in Clinton in Ontario) war ein amerikanisch-kanadischer Jurist, Ethnologe sowie bedeutender Linguist. Er ist Verfasser mehrerer Studien zu nordamerikanischen Indianern.

## Leben
Horatio Hale wurde als Sohn des Rechtsanwalts David Hale und seiner Frau Sarah Josepha Buell geboren. In seiner Familie gab es zahlreiche Anwälte. Seine Mutter war als Journalistin und Herausgeberin tätig, sie war außerdem eine engagierte Verfechterin von Frauenrechten. Nachdem der Vater 1822 verstorben war, lebte die Familie, nun bestehend aus der Mutter und ihren fünf Kindern, vom Einkommen der Mutter.
Hale zeigte früh ein Interesse an Indianern. Mit 16 ging er auf ein College in Harvard, um dort orientalische Sprachen und Literatur zu studieren. Bereits im ersten Studienjahr untersuchte er im Rahmen einer Feldstudie einen bis dahin unbekannten Algonkin-Dialekt der nahe der Universität beheimateten Indianer und erstellte ein Wörterbuch des Dialekts, der der Sprache der Micmac zuzurechnen war. Er druckte 1834 50 Exemplare des Wörterbuchs unter dem Titel Remarks on the language of the St. John’s or Wlastukweek Indians, with a Penobscot vocabulary und verteilte diese im Freundeskreis. Diese Veröffentlichung sorgte in Fachkreisen für eine gewisse Bekanntheit. 1837 schloss er seine Universitätsausbildung ab.
Nach dem Studium nahm er als Linguist ab 1838 an der United States Exploring Expedition unter Charles Wilkes zum Pazifik teil. Er zeichnete während dieser Zeit die Grammatik und den Wortschatz der Stämme an der Pazifik-Küste auf. Die Ergebnisse veröffentlichte er 1846 in Ethnography and Philology. Im letzten Jahr der bis 1842 bereiste er das damalige Oregon-Territorium und untersuchte die Sprache der Völker zwischen Kalifornien und British Columbia. Nach der Rückkehr von der Expedition begab er sich zu seiner Mutter nach Philadelphia und verfasste das Manuskript seines Expeditionsberichtes. Seine Mutter übernahm die Korrekturarbeiten des Werks, dass 1847 unter dem Titel Ethnography and philology als erste Veröffentlichung zu der Expedition erschien. Hale befand sich zu dieser Zeit bis 1853 auf Reisen in Europa.
Nach der Rückkehr studierte er die Rechte und heiratete 1854 in Jersey City die Kanadierin Margaret Pugh. Er wurde 1855 am Illinois Bar als Rechtsanwalt zugelassen und ließ sich zunächst in Chicago nieder. Bereits 1856 zog das Paar nach Clinton, Ontario. Dort befasste er sich als Anwalt unter anderem mit der Verwaltung des Grundeigentums seines Schwiegervaters. Mit der Erhebung Clintons zu einer eigenständigen Gemeinde 1858 begann der Ort erheblich zu wachsen. Hale war maßgeblich an der Erschließung von Bauland beteiligt, was sich unter anderem bei der Benennung von Straßen mit den Namen literarischer Figuren niederschlug. Er war Vorsitzender des örtlichen Schulkomitees und setzte sich für die Errichtung einer High School auch für Mädchen ein. 1875 erreichte er, dass Clinton an das Eisenbahnnetz der London, Huron and Bruce Railway angeschlossen wurde.
Erst 1867 begann er wieder sich wissenschaftlich zu betätigen. Er studierte etwa 1867 bis 1877 in Zusammenarbeit mit dem Mohawk-Häuptling George Henry Martin Johnson die Sprache, Kultur und Geschichte der in einem Reservat nahe Amherstburg lebenden Irokesen. Hierbei untersuchte er unter anderem die Wampum-Gürtel, mittels derer die mündliche Überlieferung der Irokesen-Völker aufgezeichnet wurde.
1872 wurde er zum Mitglied der American Philosophical Society gewählt.

## Werke (Auswahl)
- Ethnography and Philology. 1846
- Indian Migrations as Evidenced by Language. 1882
- The Origin of Languages and the Antiquity of Speaking Man. 1886
- The Development of Language. 1888
- Language as a Test of Mental Capacity: Being an Attempt to Demonstrate the True Basis of Anthropology. 1891